# H.M. Konungens hovstall
För andra betydelser, se Hovstallet (olika betydelser).

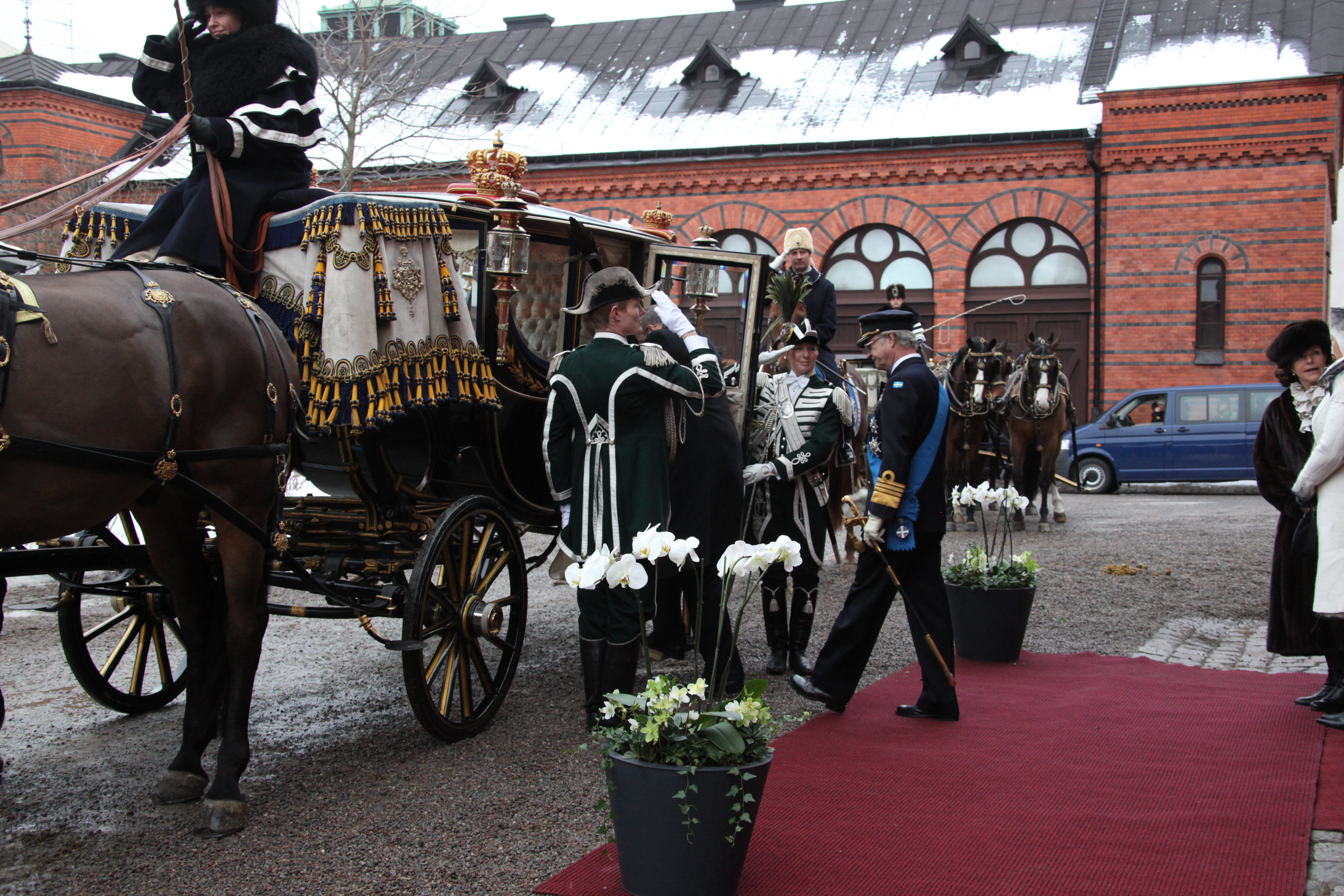
Kung Carl XVI Gustaf stiger ombord på Hovstallets Sjuglasvagn vid Hovstallets byggnad på Väpnargatan i samband med ett statsbesök 2011.

H.M. Konungens hovstall är det svenska Kungliga hovstaternas hovstall, sedan 1884 beläget i Hovstallet på Östermalm i Stockholm. Hovstallet ansvarar för kungahusets hästar och fordon, och anordnar även guidade visningar av vagnar, stall och seldon.

## Historik

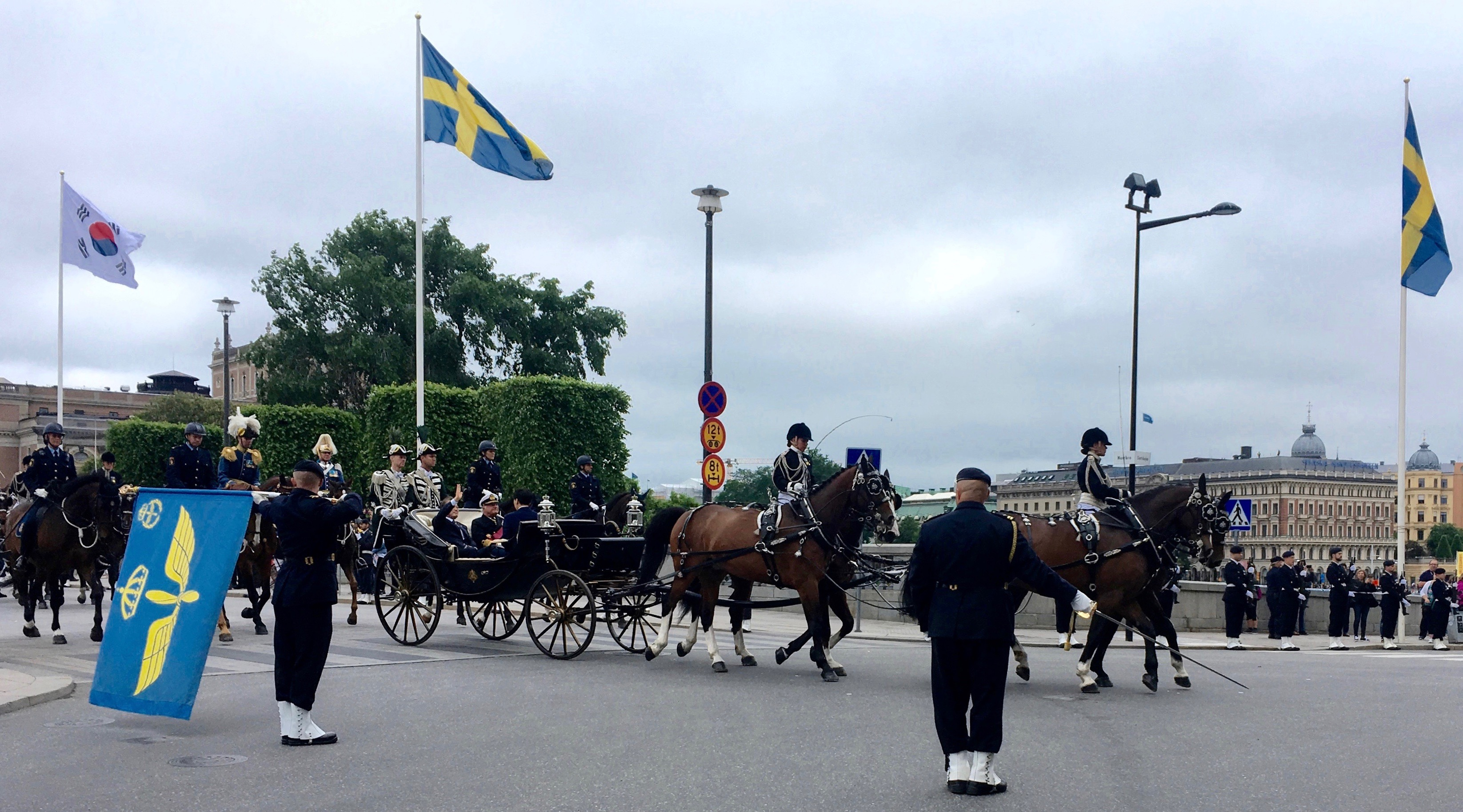
Statsbesök från Sydkorea den 14 juni 2019. Kung Carl XVI Gustaf och Republiken Koreas president Moon Jae-in åker i en öppen landå dragen av ett fyrspann.

Det första hovstallet anlades av Gustav Vasa 1535 på Helgeandsholmen, men redan i slutet på 1560-talet flyttades det till den plats där Operan nu ligger. Nicodemus Tessin d.ä. byggde ett nytt stall på Helgeandsholmen på 1670-talet på uppdrag av Karl XI, detta brann dock ned 1696. Nicodemus Tessin d.y. fick i uppdrag att bygga ett nytt hovstall, som kom att användas i nära 200 år, för att sedan ge plats för dåvarande riksbanken och riksdagshuset. Hovstallet flyttade 1894 in i den nuvarande byggnaden på Östermalm.

## Verksamhet

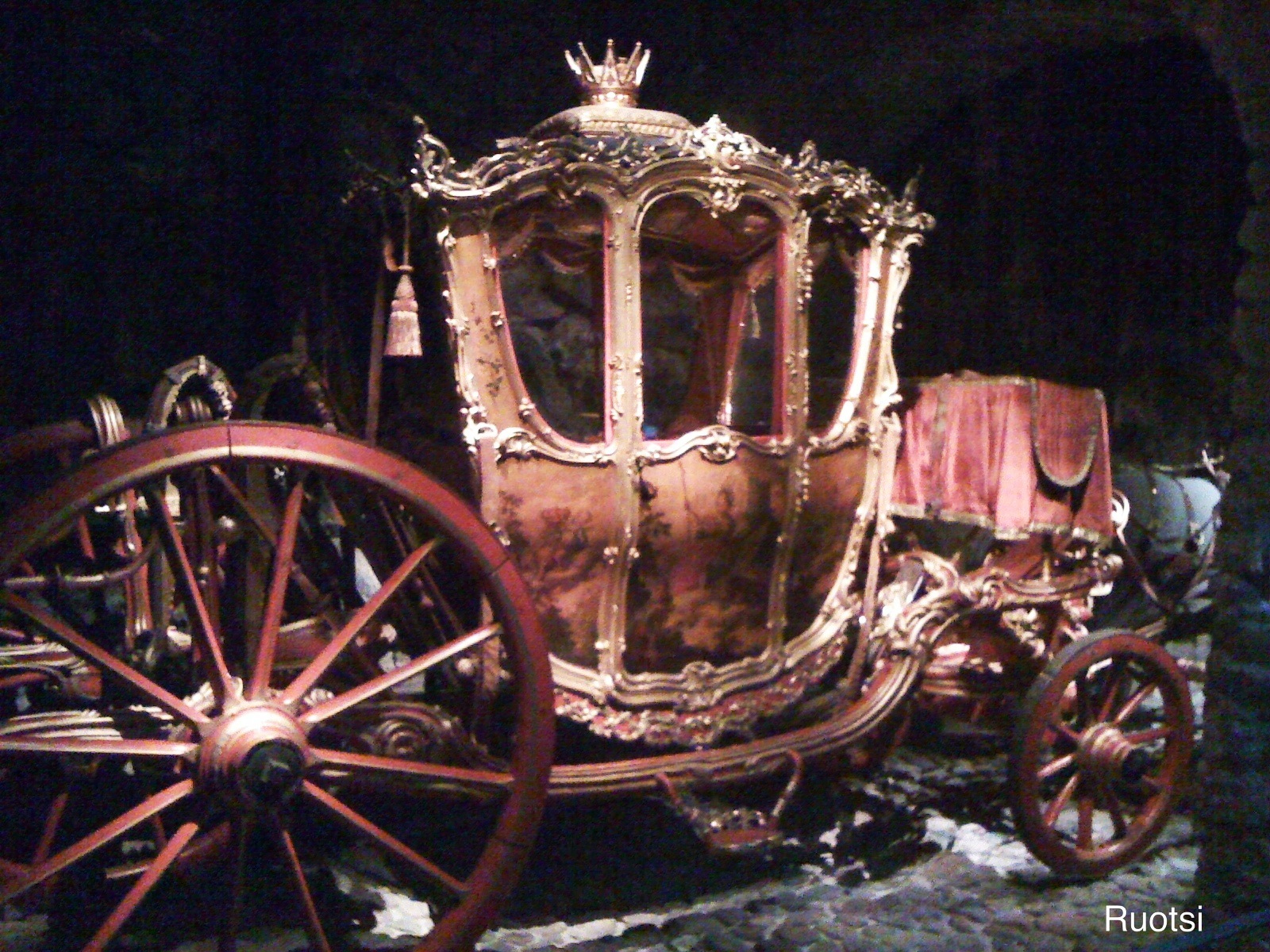
Hovstallets Hornska vagnen, utställd på Livrustkammaren.

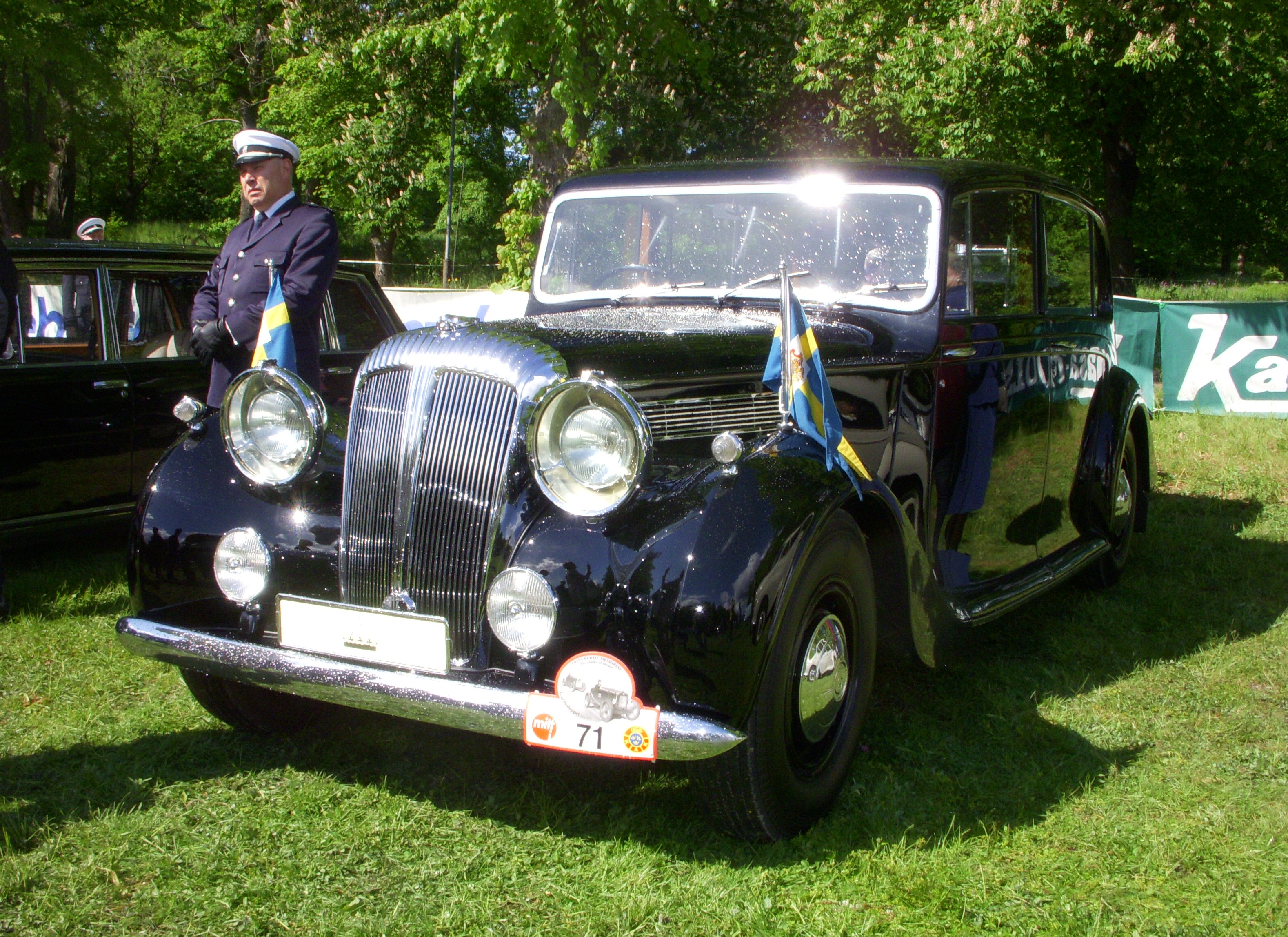
Daimler 27 H.P: Limousine, 1950, "bröllopsbilen" på Prins Bertil Memorial 2011.

Hovstallmästaren är chef för Hovstallet och leder bil- och stallavdelningens verksamhet. Hovstallet svarar för alla transporter med bil och i andra officiella sammanhang med häst och vagn, som den kungliga representationen och arbetet vid hovet kräver.
Hovstallet ingår också i det svenska kulturarvet med en värdefull vagnpark, paraduniformer och paradselar. Detta skall vårdas och visas för allmänheten, vilket ingår i hovstallmästarens ansvarsuppgifter. En del av hovstallets vagnpark visas på Livrustkammaren i Stockholms slott.
Hovstallets sekreterare sköter administrativa ärenden såsom visningsverksamhet och kontorsgöromål. Bilförarna förbereder och planerar körningar för kungafamiljen samt planerar och samordnar resurser i samband med statsbesök. Fyra chaufförer finns till kungafamiljens disposition. Beridaren, som är chef för stallet, fodermarsken och kavaljerskuskar sköter och tränar hästarna och förbereder korteger vid statsbesök och i officiella sammanhang.
I hovstallet visas ett fyrtiotal vagnar för allmänheten, bland annat Sjuglasvagnen, två äldre bilar och de sexton hästarna.  Hästarna rids och körs dagligen. De har även en skrittmaskin på gården, där hästarna i 45 minuter skrittas en gång om dagen. Hästarna är av rasen svenskt halvblod och alla är bruna till färgen för att ge ett enhetligt intryck.

### Bilar
I hovstallets vagnpark finns inte bara hästdragna vagnar utan även ett antal bilar. Den första bilen var kronprins Gustafs Daimler inköpt 1899. 1950 hade antalet hästar minskat till en tredjedel, medan antalet bilar hade ökat till 14. Idag (2012) finns ett tjugotal bilar. I motsats till vagnarna har de äldsta bilarna inte bevarats utan efterhand ersatts av modernare och säkrare fordon. Moderna representativa bilar utgörs främst av olika modeller av Volvo, Lexus, Mercedes m.fl. samt en elbil för interna person- och varutransporter.
Ett antal bilklassiker ingår fortfarande i fordonsparken. Bland dem en "Cadillac Fleetwood Seventy-Five Limousine", årsmodell 1969 och en "Daimler 27 H.P: Limousine", årsmodell 1950. Daimlern är Hovstallets äldsta och mest komfortabla representationsbil. Den har en rak 6-cylindrig motor, 4095 cc, 110 hk SAE vid 3.600 varv/min och väger 2780 kg. Några rutor har elektriska fönsterhissar och framrutan är öppningsbar. Den registrerades först som "A3" och 1951 som "A1". Bilen har under 2008–2009 genomgått en omfattande renovering. Den används fortfarande vid speciella tillfällen, senast vid 6 juni 2011 och kallas även "bröllopsbilen".